# Chimney Cove
Pour les articles homonymes, voir Chimney et Cove.
Chimney Cove est une municipalité, située sur l'Île de Terre-Neuve, dans la province de Terre-Neuve-et-Labrador, au Canada.